# Hipposideros vittatus
Hipposideros vittatus е вид бозайник от семейство Hipposideridae. Видът е почти застрашен от изчезване.

## Разпространение
Разпространен е в Ангола, Ботсвана, Гвинея, Демократична република Конго, Етиопия, Замбия, Зимбабве, Кения, Малави, Мозамбик, Намибия, Нигерия, Сомалия, Танзания, Централноафриканска република и Южна Африка.